# Polynesische langsprietmier
De Polynesische langsprietmier (Nylanderia vaga) is een mierensoort uit de onderfamilie schubmieren (Formicinae). De wetenschappelijke naam van de soort is voor het eerst geldig gepubliceerd in 1901 door Forel.